# Picofun
Picofun var ett svenskt datorspelsföretag som var aktivt 2000 – 2002. Företaget inriktade sig uteslutande på spel för den tidiga mobiltelefonsmarknaden. Huvudkontoret låg i Stockholm, först på Regeringsgatan 67 och därefter på Östermalmsgatan 87A. Under en tid fanns även ett utvecklingskontor i forskningsbyn Ideon i Lund.
Picofun anses som en av pionjärerna inom interaktiv underhållning för mobiltelefoner. Den amerikanska tidskriften  Time utnämnde i juni 2000 Picofun till ett av Europas 50 hetaste teknikföretag. Vid  EU-toppmötet i Stockholm i mars 2001 var Picofun ett av åtta specialinbjudna företag för att förevisa ledande svensk IT-teknik. Den brittiska nyhetsportalen Pocket Gamer, som bevakar mobilspelsbranschen, kallar i en krönika från 2016 Picofun för ”en av de mest innovativa tidiga utvecklarna” inom mobilspel.

## Tekniken bakom spelen
Picofun gjorde spel för två olika plattformar: SMS och WAP. SMS-spelen var textbaserade och gick ut på att spelaren skickade sitt drag via SMS till ett telefonnummer kopplat till Picofuns dator. Datorn beräknade nästa händelse i spelet och skickade tillbaka resultatet som ett SMS med nya valmöjligheter. Främst inriktade sig Picofun dock på spel via WAP. WAP-standarden kom 1999 och gav mobiltelefoner tillgång till internet. Med WAP gick det att spela internetbaserade spel med stillbildsgrafik. Överföringshastigheten gjorde dock att det ändå främst handlade om turordningsbaserade spel, där spelaren gjorde ett drag och därefter väntade på respons från motståndaren. Motståndaren kunde vara en dator, men Picofuns spel strävade alltid efter att – oavsett teknisk plattform – underlätta möjligheten att få kontakt med och spela mot andra användare med egna telefoner.

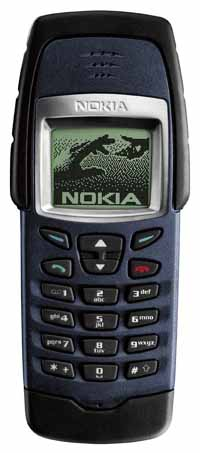
En Nokia WAP-telefon från 2000, av den typ som Picofuns spel inriktade sig mot.

## Företagets historik

### 2000
Picofun grundades i januari 2000 av fyra studiekamrater från Handelshögskolan och Kungliga tekniska högskolan i Stockholm: Måns Ullerstam (teknikchef), Johan Lenander (VD), Martin Sturesson (ekonomichef) och Fredrik Syrén (marknadschef). Säsongen 1999 – 2000 deltog Picofun i affärsplanstävlingen  Venture Cup Öst. Företaget vann och fick ta emot förstapriset på 200.000 kronor. 2000 var Picofun även finalist i tävlingen E-Challenge, som korade de mest lovande internet- och mobilföretagen i Europa.
Med såddkapital från riskkapitalföretaget Startupfactory släppte Picofun i maj sitt första spel, Pico Football (senare omdöpt till Picofun Football). Företaget beskrev det som ”världens första WAP-baserade fleranvändarspel”. Picofun Football var ett strategispel där spelaren köpte och sålde fotbollsspelare för att få ihop ett drömlag. Därefter kunde spelaren utmana andra spelare i datorsimulerade ligor. På spelets hemsida gick det att följa de ligor som pågick. Där gick det även att få allmänna tips kring att förbättra sitt spel. Norska nyhetsportalen WAP.COM recenserade spelet och skrev att ”Resursstrategispel har varit populära på Nätet sedan en tid tillbaka. Picofun har framgångsrikt lyckats anpassa konceptet för WAP.” Svenska teleoperatören Telia var en tidig kund och erbjöd Picofun Football på sin mobilportal Halebop. Picofun släppte även en utökning av spelet kallad Picofun Football – 2nd season.
I juli tog Picofun in ytterligare två delägare: riskkapitalföretaget  SOFTBANK Europe Ventures och mobiltelefonsåterförsäljaren  Carphone Warehouse. De nya ägarna medförde ett tillskott på 65 miljoner kronor till Picofuns kassa, vilket Picofun räknade med skulle täcka företagets utvecklingskostnader under resten av 2000 samt 2001.
I oktober släppte Picofun sitt andra spel, WAP-spelet Lifestylers – enligt företaget ”världens första mobilbaserade internetkollektiv”. Spelet var utformat för att attrahera fler kvinnliga spelare. Spelaren skapade sin egen rollfigur och samverkade därefter med andra spelare. Målet var att nå så långt som möjligt inom någon av spelets åtta livsstilar – till exempel förförare, soffliggare eller ”bästa kompisen”. För att bli en toppförförare gällde det till exempel att flirta mycket. VD Johan Lenander beskrev det som att ”Lifestylers är mer än bara ett spel. Det är ett virtuellt kollektiv, där allt kan sluta med att du går ut på träff med spelaren bakom en av de rollfigurer du samverkar med!”. På spelets hemsida kunde spelaren fördjupa sig i de olika livsstilar som fanns att uppnå. Där gick det även att läsa nättidningen ”The celebrity watch”, som hade koll på vilken spelare som gjort mest avtryck.
Under 2000 hade GPRS-teknologin börjat träda fram. Tidigare hade mobiltelefonin förlitat sig på GSM-teknologi. Där betalade användaren en minutkostnad så länge telefonen var uppkopplad mot internet. Med GPRS behövde användaren bara betala för det som faktiskt var skickat, vilket var fördelaktigt vid längre tids uppkoppling mot internet, till exempel vid spelande. Som en följd av det släppte Picofun i november sitt tredje spel, WAP-spelet Fight Arena. Enligt företaget var Fight Arena världens första applikation gjord enbart för GPRS. Fight Arena var en variant av leken Sten, sax, påse fast i kampsportsmiljö. Spelaren valde en anfallsrörelse – hög, mellan eller låg – och skickade valet till Picofuns dator. Datorn tog fram motståndarens anfallsrörelse och skickade tillbaka en bild på vem som träffat. En hög attack vann till exempel alltid mot en mellanattack. En bit in i spelet gick det även att göra kombinationer av rörelser. En rad olika motståndare fanns att möta – bland andra brittiska Kicki med skolväska som vapen, norske karatemästaren Trond samt svenska aerobics-experten Jessica.

### 2001
I januari tog Carl-Greger Leijonhufvud över som VD efter Johan Lenander, som istället tog rollen som vice styrelseordförande. Samma månad kom beskedet att Picofun slutit avtal med flera stora europeiska mobiloperatörer, bland andra svenska Comviq, norska Telenor samt tyska Deutsche Telekom (via intressebolaget T-online). Fortfarande var dock Picofuns inkomster relativt blygsamma. Ett WAP-spel gav inga intäkter så länge det bara låg på Picofuns egna datorer. För att skapa intäkter måste Picofun sälja licenser av spelet till mobiloperatörer. För varje såld licens fick Picofun en engångsavgift, som låg runt ett par hundratusen kronor. Därefter tillkom en viss procent på inkomsterna för varje operatörskund som spelade spelet på sin mobil. Picofun knöt därför löpande nya avtal med mobiloperatörer runt om i Europa, bland andra spanska Telefónica och italienska Omnitel.
För att nå en bredare åldersgrupp – ett krav från flera europeiska mobiloperatörer – släppte Picofun i februari golfsimulatorn On the Green. Spelet var enligt företaget det första WAP-spelet någonsin att ha äkta 3D-grafik. Spelets stillbilder var renderade i 3D och återskapade den plats på golfbanan där spelarens boll hamnat. On the Green:s målgrupp var spelare mellan 15 och 50 år. På spelets hemsida ordnade mobiloperatörerna turneringar för sina användare.
I slutet av maj inledde Picofun ett samarbete med den brittiska mobiloperatören BT Cellnet. BT Cellnet samarbetade i sin tur med den brittiska TV-kanalen Channel 4 och kanalens dokusåpa Big Brother. Picofun bidrog med spelet Big Brother – Lifestylers, som var en anpassning av det tidigare släppta WAP-spelet Lifestylers. Fem veckor efter lansering hade spelet 60.000 aktiva användare.
I 2001 års upplaga av Mobilgalan, en årlig galatävling arrangerad av Tidningen Mobil, var Picofun nominerat till utmärkelsen ”Årets företag”.
I november kom beskedet att Picofun tagit sig in på den nordamerikanska marknaden. Den amerikanska mobiloperatören Voicestream Wireless (T-Mobile US) hade licensierat spelet Lifestylers och fler spel var på väg. Samma månad släppte Picofun WAP-spelet Murder Mysteries som utspelade sig i det påhittade samhället Bisson’s Creek. Spelarens uppdrag var att lösa olika deckargåtor. På spelets hemsida kunde spelaren fördjupa sig i spelets olika figurer och miljöer, samt läsa mer om Bisson’s Creek:s historia.

### 2002 och vidare
På Alla hjärtans dag i februari lanserade Picofun spelet MTV Amour – enligt tidningen Computer Sweden ett ”SMS-spel för flirtare”. MTV Amour var framtaget i samarbete med musik-TV-kanalen MTV. Målet i spelet var att söka fram andra spelare utifrån ålder, kön och musiksmak och därefter ta kontakt för att vinna den andre spelarens intresse. De mest framgångsrika paren hamnade på hemsidans topplista. Uppstod det relationsproblem gick det att skicka ett SMS till ”Dr Love” för tips och råd.
I maj avvecklade Picofun sitt utvecklingskontor i Lund. Istället gick företaget över till att vara förläggare och distributör åt spel från underleverantörer. Förändringen berodde enligt företaget på att marknaden för mobil underhållning mognat. Mobiloperatörerna krävde ett bredare utbud av mobilapplikationer än vad Picofun mäktade skapa själva. Två månader senare, i augusti, meddelade det börsnoterade mobiltjänsteföretaget Aspiro att de hade träffat ett avtal om att köpa upp Picofun. Betalningen bestod av 12,9 miljoner nyutgivna Aspiro-aktier samt 5,5 miljoner kronor kontant vilket motsvarade en prislapp på totalt 10,7 miljoner kronor. Picofuns spel levde kvar under Aspiros flagg. 2003 kom ett nytt Big Brother-spel för den brittiska marknaden: WAP-spelet Virtual Housemates. I Virtual Housemates tog spelaren rollen som en av de boende i Big Brother-huset. Spelaren fick själv välja vilken boende att spela. De boende var virtuella avbilder av deltagarna i 2003 års upplaga av brittiska Big Brother. Virtual Housemates fick under de första tio veckorna över 20.000 nya användare.

## Speltitlar
| År              | Titel                            | Genre                 | Plattform |
| --------------- | -------------------------------- | --------------------- | --------- |
| 2000 (maj)      | Pico Football / Picofun Football | Strategi – Fotboll    | WAP       |
| 2000 (oktober)  | Lifestylers                      | Strategi – Relationer | WAP       |
| 2000 (november) | Fight Arena                      | Strategi – Kampsport  | WAP       |
| 2001 (februari) | On the Green                     | Simulering – Golf     | WAP       |
| 2001 (maj)      | Big Brother – Lifestylers        | Strategi – Relationer | WAP       |
| 2001            | Picofun Football – 2nd Season    | Strategi – Fotboll    | WAP       |
| 2001 (november) | Murder Mysteries                 | Strategi – Detektiv   | WAP       |
| 2001            | Cute 'n' Clever                  | Äventyr – Textbaserat | SMS       |
| 2002 (februari) | MTV Amour – the SMS Dating Game  | Strategi – Relationer | SMS       |
| 2003            | Big Brother: Virtual Housemates  | Strategi – Relationer | WAP       |